# Vista Flores
Vista Flores es una localidad ubicada en el departamento Tunuyán de la provincia de Mendoza, Argentina. 
Es atravesada por la Ruta Provincial 92, la cual es su principal vía de comunicación vinculándola al norte con Tunuyán y al sur con La Consulta.
La localidad cuenta con energía eléctrica, agua potable y red cloacal. Estos últimos dos servicios son operados por una entidad local, la Cooperativa Rural de Servicios Públicos Vista Flores Ltda., que data del año 1937.

## Población
Cuenta con 4358 habitantes (Indec, 2010), lo que representa un incremento del 25,16% frente a los 3482 habitantes (Indec, 2001) del censo anterior.

## Economía
La fruticultura y la vitivinicultura son sus principales actividades económicas. Hay también una importante embotelladora de agua mineral subterránea.
El turismo y las bodegas son una fuente importante de ingresos.

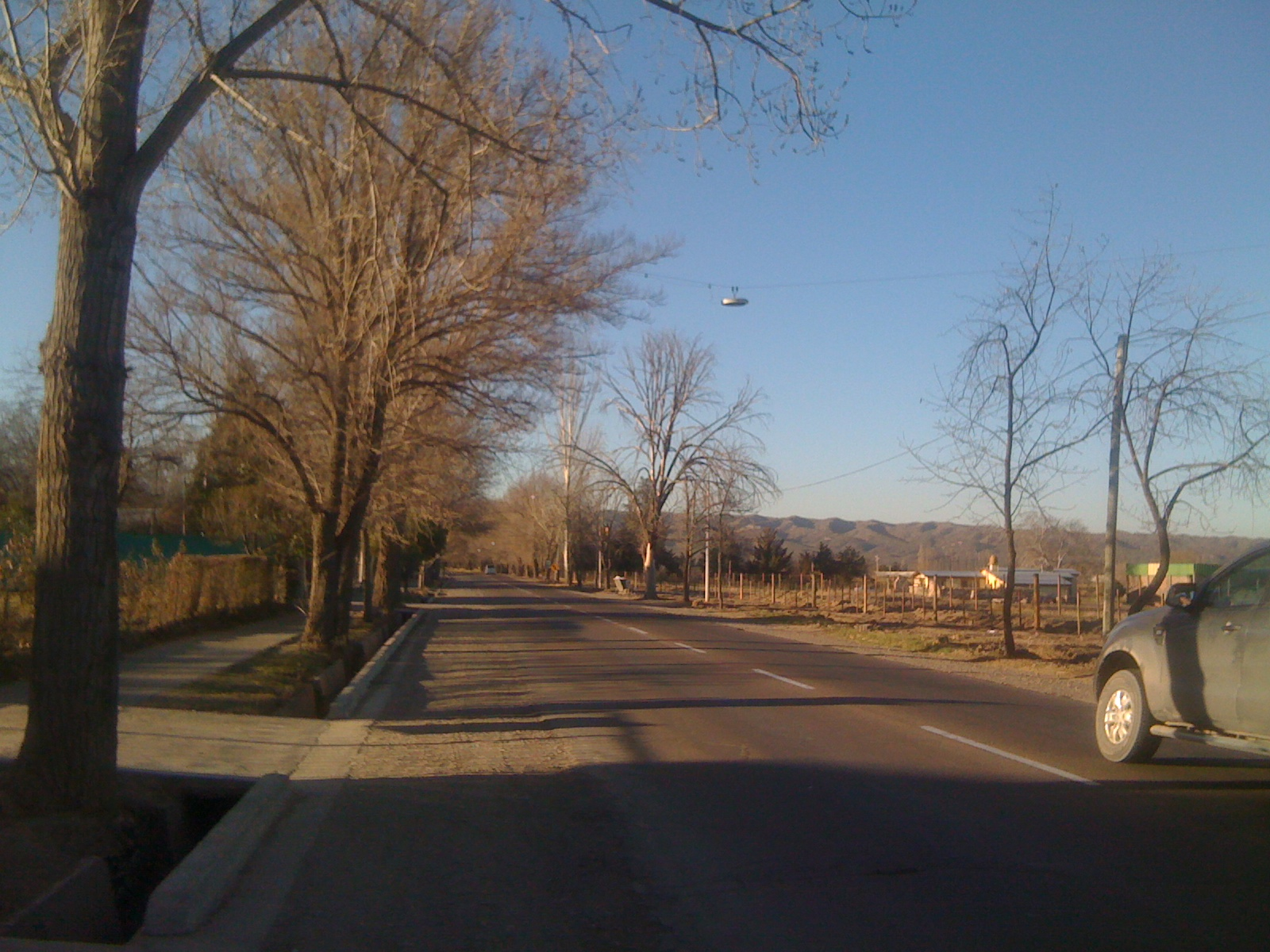
Camino en Vista Flores